# 紫外線写真

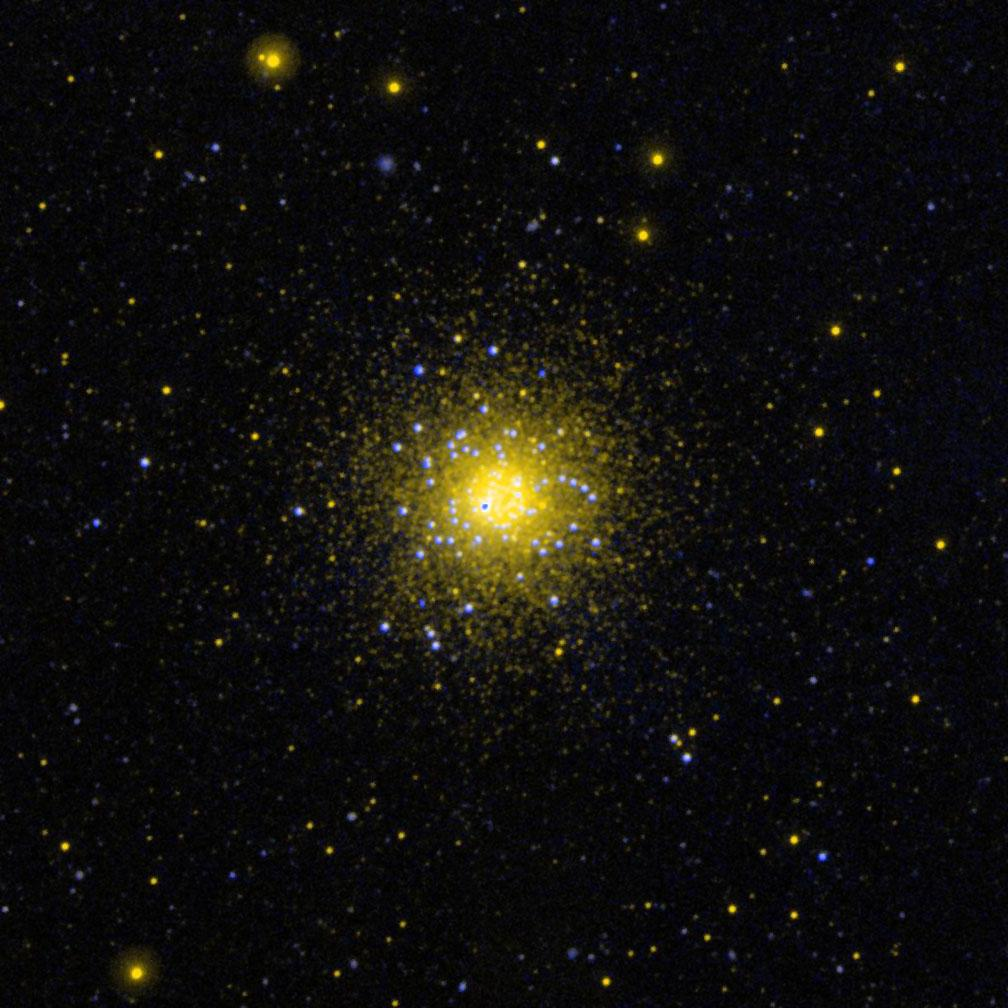
球状星団NGC 1851の紫外線像（を擬似カラー画像にしたもの）

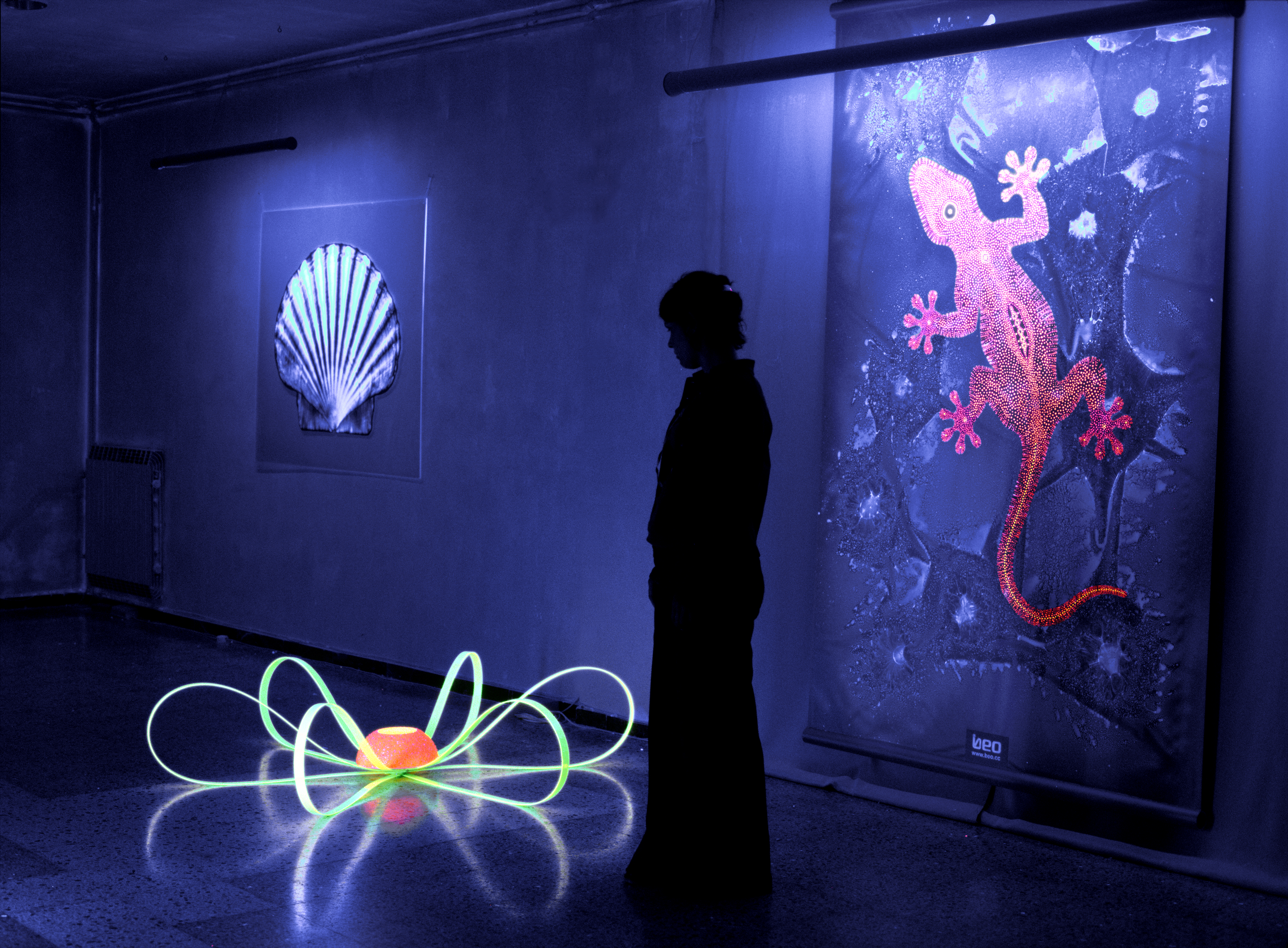
蛍光色素を用いた作品に紫外線を当てて撮影した写真。紫外可視光を吸収するフィルターは使っていない。通常の可視光線用フィルムを使用。

紫外線写真（しがいせんしゃしん）は、近紫外線を撮影した写真のこと。紫外線は日焼けの原因になることからもわかるように、皮膚の奥まで通り抜けるので肉眼（可視光）では見えない古い傷跡が写ったり、逆に皮膚の入れ墨を移さずに撮影することもできる他、肉眼では不明瞭なルミネセンスを移すことが可能である。銀塩カメラおよびデジタルカメラの両方で撮影可能である。

## 概要
紫外線は主に下のように分類される
- 近紫外線 (波長380～200nm; NUV)
- 遠紫外線（真空紫外線） (波長200～10 nm; FUV / VUV)
- 極端紫外線 (波長1～31 nm; EUV / XUV).

紫外線撮影においては通常、近紫外線を撮影の対象として扱う。（大気圏の）大気は200nm以下の波長の紫外線に対する遮蔽効果が高く、またレンズ材も180nm以下の波長に対して透過率が高くないためである。
紫外線撮影は医学・理学・工学の研究手法、犯罪捜査、映像芸術などに用いられる。撮影には紫外線そのものを撮像フィルムや撮像素子に感光させる方法が主流であるが、紫外線による蛍光を捉えて行う手法も存在する。
紫外線光源として、最も便利かつ簡易なものは直射日光である。しかし、その紫外線強度は大気の状態に極めて大きく左右される。一般的に、晴れで乾燥した状態の高地において、日光の紫外線強度は高くなる。
他に、身近に利用できる紫外線光源としてはエレクトロニックフラッシュ（いわゆる「ストロボ」・「スピードライト」）が挙げられる。エレクトリックフラッシュによる紫外線照射をより有効に行うにはアルミニウム反射鏡による表面反射が有効である。しかしながら、エレクトリックフラッシュの発光管には紫外線カットガラスを用いたり、金薄膜の蒸着を行って紫外線放射を抑止したものが多い。これは、通常の撮影では、紫外線は「青かぶり」の原因になるなど弊害を生みがちであるからである。
そのため、紫外線光源として専用に設計されたものとして、ブラックライト・高圧水銀灯・重水素ランプ・キセノン水銀ランプなどが存在している。

## 撮影方法
撮影方法は紫外線そのものを撮影する方法（直接法）と紫外線による蛍光を撮影する方法（間接法）がある。
デジタルカメラを用いる場合、カメラ内部の光学素子が紫外線をカットアウトするものを使用している場合があるため、このような場合には光学素子を交換するなどの交換が必要とされることがある。撮像素子そのものは、通常、紫外線に対する感度を有する。

### 紫外線そのものを撮影する方法（直接法）反射紫外線写真術
デジタルカメラの撮像素子と銀塩写真のフィルム（モノクロフィルム）は両方とも可視光だけではなく紫外線に感光し、光源も通常使われる日光やフラッシュに紫外線が含まれるのでこの2つは特殊な装備は必要なく、以下の点に注意すればよい。
1. まず撮影したい紫外線がどれくらいの波長かでレンズを変える、近紫外線なら普通のレンズも一部は350～360nmあたりまでの波長は通過できるために、そのまま紫外線写真は可能であるが、より短波側の紫外線を撮影する場合には石英ガラスやフッ素塩（フッ化カルシウムやフッ化リチウムが用いられる）を用いた光学系が必要とされる。これにより、波長180nm程度までの撮像が可能になる。
2. 次に紫外線以外の可視光の影響をカットするためにレンズに紫外線のみを通すフィルターを付ける[2]。
3. 人間の目は紫外線を感じないので、撮影したいものを見逃さないように特に証拠写真などの場合はくまなく撮影する。
4. 紫外線の焦点位置は可視光線の焦点位置とは基本的に異なるため、オートフォーカスが使えなくなり、手動で焦点を合わせるにしても可視光線の場合から補正が必要となる。レンズの中には紫外線での撮影の便宜を図るため、意図的に紫外線での焦点と可視光線での焦点位置をほぼ同じになるように設計したものもある[3]。[4][5][6]

### 紫外線による蛍光を撮影する方法（間接法）
紫外線によって発生する蛍光を捉えることによって紫外線の存在を捉える手段は、紫外線そのものを撮影するよりも簡便でよい像が得られることが多い。紫外線を直接撮影する場合は紫外線が非可視であるため（デジタルカメラのライブビュー機能が充実してきたとはいえ）合焦が困難だからである。
この場合、紫外線のみを発生させる光源を用いるか、光源から発生する可視光線を、励起フィルタ (exciter filter) を用いて排除する。なお、励起光をカットする光学フィルタは吸収フィルタ (barrier filter) で、励起用の紫外線が写りこんでは困る場合にカメラにセットして用いる。
この方法の問題は、暗黒下でしか行えないことである。したがって、室内か夜間にしか適用できない問題がある。できれば暗室を用い、被写体以外は暗幕で多い、撮影者は黒色の衣服を着用するなどして不要な映り込みを避けることが望ましい。さらに、赤外線の写りこみが問題になるような場合は、赤外線を遮蔽し紫外線を透過するSchott BG-38やBG-40フィルタなどを使用するとよい。

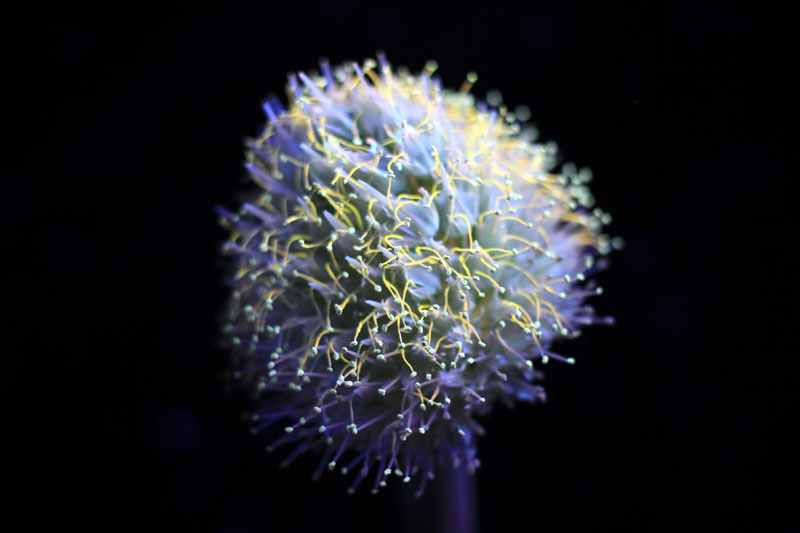
紫外線蛍光撮影したネギの花

## その他
夜明け前や夜更け直後は、紫外線が大気によるレーリー散乱を可視光線よりも受けやすいため、光線中の紫外線の比強度が高い。